# Remasters
Remasters ist ein Kompilationsalbum der britischen Rockband Led Zeppelin, das im Oktober 1990 erschien.

## Entstehung und Veröffentlichung
Zehn Jahre nach der offiziellen Auflösung der Band und acht Jahre nach der Veröffentlichung von Coda (November 1982) remasterte das ehemalige Led-Zeppelin-Mitglied Jimmy Page, zusammen mit George Marino, in den Sterling Sound Studios in New York City Stücke der acht regulären Studioalben von Led Zeppelin und veröffentlichte sie als 4CD-Box mit grossformatigem Booklet, schlicht "Led Zeppelin" betitelt. Aus diesem Material stellte er diese Best-of-Kompilation zusammen. Die Erstveröffentlichung von Remasters erfolgte am 4. Oktober 1990 bei Atlantic Records. Die Kompilation erschien als Dreifach-LP, Doppel-MC und Doppel-CD mit 26 Titeln. Auf der LP-Ausgabe fehlen allerdings die beiden Titel Misty Mountain Hop und The Rain Song.

## Titelliste

### CD 1
1. Communication Breakdown – 2:28 (von Led Zeppelin, 1969)
2. Babe I’m Gonna Leave You – 6:41 (von Led Zeppelin, 1969)
3. Good Times Bad Times – 2:43 (von Led Zeppelin, 1969)
4. Dazed and Confused – 6:26 (von Led Zeppelin, 1969)
5. Whole Lotta Love – 5:34 (von Led Zeppelin II, 1969)
6. Heartbreaker – 4:14 (von Led Zeppelin II, 1969)
7. Ramble On – 4:24 (von Led Zeppelin II, 1969)
8. Immigrant Song – 2:23 (von Led Zeppelin III, 1970)
9. Celebration Day – 3:28 (von Led Zeppelin III, 1970)
10. Since I’ve Been Loving You – 7:24 (von Led Zeppelin III, 1970)
11. Black Dog – 4:54 (von Led Zeppelin IV, 1971)
12. Rock and Roll – 3:40 (von Led Zeppelin IV, 1971)
13. The Battle of Evermore – 5:51 (von Led Zeppelin IV, 1971)
14. Misty Mountain Hop – 4:39 (von Led Zeppelin IV, 1971)
15. Stairway to Heaven – 8:01 (von Led Zeppelin IV, 1971)

### CD 2
1. The Song Remains the Same – 5:29 (von Houses of the Holy, 1973)
2. The Rain Song – 7:39 (von Houses of the Holy, 1973)
3. D’yer Mak’er – 4:23 (von Houses of the Holy, 1973)
4. No Quarter – 7:08 (von Houses of the Holy, 1973)
5. Houses of the Holy – 4:03 (von Physical Graffiti, 1975)
6. Kashmir – 8:32 (von Physical Graffiti, 1975)
7. Trampled Underfoot – 5:35 (von Physical Graffiti, 1975)
8. Nobody’s Fault but Mine – 6:28 (von Presence, 1976)
9. Achilles Last Stand – 10:23 (von Presence, 1976)
10. All My Love – 5:53 (von In Through the Out Door, 1979)
11. In the Evening – 6:51 (von In Through the Out Door, 1979)

## Rezensionen
Kritiken zur Kompilation hoben beispielsweise die durch das Remastering verbesserte Klangqualität hervor. So hörte Chris Welch vom Metal Hammer „Gesang, Gitarrenlicks, hier und da kleine Schnörkel von Robert, Jimmy und John Paul, die im Vergleich zu meinen knisternden alten Alben mit einer Klarheit herauskommen, die mich fast umhaut.“ Über den Sinn oder Unsinn der musikalischen Zusammenstellung war sich die Presse nicht einig. Remasters wurde entweder als repräsentative Auswahl für Einsteiger oder als weniger lohnend im Vergleich zu den Original-Alben beurteilt.

“Selection of songs is fairly representative of Zeppelin’s career although far from being ‘the best of’. If you are a Led Zeppelin neophyte, this compilation is good to introduce you to the sound and diverse music styles they played.”

“[T]his double-disc set only gives a slight idea of what the band accomplished in its career; stick with the original albums instead.”

## Kommerzieller Erfolg

### Chartplatzierungen
| ChartsChartplatzierungen       | Höchstplatzierung | Wochen |
| ------------------------------ | ----------------- | ------ |
| Deutschland (GfK)              | 13 (30 Wo.)       | 30     |
| Österreich (Ö3)                | 19 (10 Wo.)       | 10     |
| Schweiz (IFPI)                 | 24 (13 Wo.)       | 13     |
| Vereinigte Staaten (Billboard) | 47 (12 Wo.)       | 12     |
| Vereinigtes Königreich (OCC)   | 10 (54 Wo.)       | 54     |

| ChartsJahrescharts (1991) | Platzierung |
| ------------------------- | ----------- |
| Deutschland (GfK)         | 81          |

### Auszeichnungen für Musikverkäufe
| Land/Region                  | Auszeichnungen für Musikverkäufe (Land/Region, Auszeichnung, Verkäufe) | Verkäufe  |
| ---------------------------- | ---------------------------------------------------------------------- | --------- |
| Argentinien (CAPIF)          | Platin                                                                 | 60.000    |
| Australien (ARIA)            | 10× Platin                                                             | 730.000   |
| Brasilien (PMB)              | Gold                                                                   | 100.000   |
| Deutschland (BVMI)           | Platin                                                                 | (500.000) |
| Europa (IFPI)                | 3× Platin                                                              | 3.000.000 |
| Finnland (IFPI)              | Gold                                                                   | (35.440)  |
| Frankreich (SNEP)            | Platin                                                                 | (300.000) |
| Neuseeland (RMNZ)            | 11× Platin                                                             | 220.000   |
| Norwegen (IFPI)              | Gold                                                                   | (25.000)  |
| Österreich (IFPI)            | Gold                                                                   | (25.000)  |
| Schweiz (IFPI)               | Gold                                                                   | (25.000)  |
| Spanien (Promusicae)         | Platin                                                                 | (100.000) |
| Vereinigte Staaten (RIAA)    | 2× Platin                                                              | 1.000.000 |
| Vereinigtes Königreich (BPI) | 2× Platin                                                              | (600.000) |
| Insgesamt                    | 6× Gold · 32× Platin ·                                                 | 5.110.000 |

Hauptartikel: Led Zeppelin/Auszeichnungen für Musikverkäufe